# 燎原乡 (紫阳县)
燎原乡是中国陕西省安康市紫阳县下辖的一个乡。

## 行政区划
燎原乡下辖以下行政区：
油房村、军农村、钢铁村、麦坪村、金竹园村